# Baseball aux Jeux olympiques d'été de 2004
Navigation
Édition précédente Édition suivante
Le tournoi de baseball des Jeux olympiques d'été de 2004 s'est disputé du 15 au 25 août 2004 à Athènes. Les rencontres ont eu lieu au Complexe olympique d'Helliniko sur les deux stades de baseball (8 700 places pour le premier, 4 000 pour le deuxième).

## Équipes participantes
| Pays           | Critère de qualification                                                                        | Participations aux JO |
| -------------- | ----------------------------------------------------------------------------------------------- | --------------------- |
| Australie      | Champion d'Océanie 2003 Vainqueur du barrage contre le champion d'Afrique 2003 (Afrique du Sud) | 3e                    |
| Canada         | 2e au tournoi de qualification olympique des Amériques au Panama                                | 1re                   |
| Cuba           | 1er au tournoi de qualification olympique des Amériques au Panama                               | 4e                    |
| Grèce          | Pays organisateur                                                                               | 1re                   |
| Italie         | 1er au tournoi de qualification olympique européen aux Pays-Bas                                 | 4e                    |
| Japon          | Champion d'Asie 2003                                                                            | 4e                    |
| Pays-Bas       | 1er au tournoi de qualification olympique européen aux Pays-Bas                                 | 3e                    |
| Taipei chinois | Vice-champion d'Asie 2003                                                                       | 2e                    |

## Format du tournoi
Les huit équipes participantes jouent chacune contre les sept autres lors du tour préliminaire. Les quatre meilleures équipes se qualifient pour les demi-finales (1er contre 4e et 2e contre 3e).
Les vainqueurs des demi-finales jouent pour les médailles d'or et d'argent en finale, alors que les perdants se disputent la médaille de bronze.
Le tournoi est ouvert aux joueurs professionnels comme aux joueurs amateurs. Les équipes sont limitées à 24 joueurs.
L'utilisation de battes en aluminium est autorisée. Si une équipe a plus de dix points d'avance pendant ou après la 7e manche, la rencontre est terminée (mercy rule).

## Médaillés
| Médaille           | Pays      | Joueurs |
| ------------------ | --------- | --- |
| Médaille d'or      | Cuba      | Danny Betancourt, Luis Borroto, Frederich Cepeda, Yorelvis Charles, Michel Enríquez, Norberto Gonzalez, Yulieski Gourriel, Pedro Luis Lazo, Roger Machado, Jonder Martínez, Danny Miranda, Frank Montieth, Vicyohandri Odelin, Adiel Palma, Eduardo Paret, Ariel Pestano, Alexei Ramirez, Eriel Sanchez, Antonio Scull, Carlos Tabares, Yoandry Urgellés, Osmani Urrutia, Manuel Vega, Norge Luis VeraManager : Higinio VélezAssistants : Carlos Cepero, Pedro Pérez, José Elosegui, Francisco Escaurrido |
| Médaille d'argent  | Australie | Craig Anderson, Thomas Brice, Adrian Burnside, Gavin Fingleson, Paul Gonzales, Nick Kimpton, Brendan Kingman, Craig Lewis, Graeme Lloyd, David Nilsson, Trent Oeltjen, Wayne Ough, Chris Oxspring, Brett Roneberg, Ryan Rowland-Smith, John Stephens, Phil Stockman, Brett Tamburrino, Richard Thompson, Andrew Utting, Rodney van Buizen, Glen Wigmore, Glenn Williams, Jeff WilliamsManager : Jon DeebleAssistants : Philip Dale, Paul Elliott, Tony Harris                                             |
| Médaille de bronze | Japon     | Ryoji Aikawa, Yuya Ando, Atsushi Fujimoto, Kosuke Fukudome, Hirotoshi Ishii, Hisashi Iwakuma, Hitoki Iwase, Kenji Jojima, Makoto Kaneko, Takuya Kimura, Masahide Kobayashi, Hiroki Kuroda, Daisuke Matsuzaka, Daisuke Miura, Shinya Miyamoto, Arihito Muramatsu, Norihiro Nakamura, Michihiro Ogasawara, Naoyuki Shimizu, Yoshinobu Takahashi, Yoshitomo Tani, Koji Uehara, Kazuhiro Wada, Tsuyoshi WadaManager : Kiyoshi NakahataAssistants : Yutaka Ono, Yutaka Takagi                                  |

## Classement final
1.  Cuba
2.  Australie
3.  Japon
4.  Canada
5.  Taïwan
6.  Pays-Bas
7.  Grèce
8.  Italie

## Résultats

### Tour préliminaire
Les rencontres de 11h30 et 19h30 se déroulent sur le Terrain 1, celles de 10h30 et 18h30 sur le Terrain 2.
| Date    | Heure | Recevant       | Visiteur       | Score         |
| ------- | ----- | -------------- | -------------- | ------------- |
| 15 août | 10:30 | Cuba           | Australie      | 4 - 1         |
| 15 août | 11:30 | Italie         | Japon          | 0 - 12 (7 m.) |
| 15 août | 18:30 | Canada         | Taipei chinois | 7 - 0         |
| 15 août | 19:30 | Grèce          | Pays-Bas       | 0 - 11        |
| 16 août | 10:30 | Australie      | Taipei chinois | 0 - 3         |
| 16 août | 11:30 | Canada         | Italie         | 9 - 3         |
| 16 août | 18:30 | Japon          | Pays-Bas       | 8 - 3         |
| 16 août | 19:30 | Cuba           | Grèce          | 5 - 4         |
| 17 août | 10:30 | Pays-Bas       | Canada         | 0 - 7         |
| 17 août | 11:30 | Taipei chinois | Grèce          | 7 - 1         |
| 17 août | 18:30 | Italie         | Australie      | 0 - 6         |
| 17 août | 19:30 | Cuba           | Japon          | 3 - 6         |
| 18 août | 10:30 | Pays-Bas       | Italie         | 10 - 4        |
| 18 août | 11:30 | Japon          | Australie      | 4 - 9         |
| 18 août | 18:30 | Grèce          | Canada         | 0 - 2         |
| 18 août | 19:30 | Taipei chinois | Cuba           | 2 - 10        |
| 20 août | 10:30 | Taipei chinois | Italie         | 4 - 5         |
| 20 août | 11:30 | Japon          | Canada         | 9 - 1         |
| 20 août | 18:30 | Australie      | Grèce          | 11 - 6        |
| 20 août | 19:30 | Cuba           | Pays-Bas       | 9 - 2         |
| 21 août | 10:30 | Japon          | Taipei chinois | 4 - 3 (10 m.) |
| 21 août | 11:30 | Canada         | Cuba           | 2 - 5         |
| 21 août | 18:30 | Pays-Bas       | Australie      | 2 - 22 (7 m.) |
| 21 août | 19:30 | Italie         | Grèce          | 7 - 12        |
| 22 août | 10:30 | Pays-Bas       | Taipei chinois | 1 - 5         |
| 22 août | 11:30 | Grèce          | Japon          | 1 - 6         |
| 22 août | 18:30 | Italie         | Cuba           | 0 - 5         |
| 22 août | 19:30 | Australie      | Canada         | 0 - 11        |

### Classement du tour préliminaire
| Pl. | Équipe         | J | V | D | PM | PC | %    |
| --- | -------------- | - | - | - | -- | -- | ---- |
| 1   | Japon          | 7 | 6 | 1 | 49 | 20 | .857 |
| 2   | Cuba           | 7 | 6 | 1 | 41 | 17 | .857 |
| 3   | Canada         | 7 | 5 | 2 | 39 | 17 | .714 |
| 4   | Australie      | 7 | 4 | 3 | 49 | 30 | .571 |
| 5   | Taipei chinois | 7 | 3 | 4 | 24 | 28 | .429 |
| 6   | Pays-Bas       | 7 | 2 | 5 | 29 | 55 | .286 |
| 7   | Grèce          | 7 | 1 | 6 | 24 | 49 | .143 |
| 8   | Italie         | 7 | 1 | 6 | 19 | 58 | .143 |

J : rencontres jouées, V : victoires, D : défaites, PM : points marqués, PC : points concédés, % : pourcentage de victoire.
Les quatre premières équipes (Cuba, Australie, Japon et Canada) sont qualifiées pour les demi-finales. Le score du match entre les équipes à égalité est utilisé pour les départager.
Ainsi, le Japon devance Cuba grâce à sa victoire 6-3.

### Demi-finales
Les rencontres se sont jouées sur le Terrain 1.
| Date    | Heure | Recevant | Visiteur  | Score |
| ------- | ----- | -------- | --------- | ----- |
| 24 août | 11:30 | Japon    | Australie | 0 - 1 |
| 24 août | 19:30 | Cuba     | Canada    | 8 - 5 |

### Rencontre pour la médaille de bronze
La finale pour la médaille de bronze s'est jouée sur le Terrain 1, devant 4 145 spectateurs.
| Date    | Heure | Recevant | Visiteur | Score  |
| ------- | ----- | -------- | -------- | ------ |
| 25 août | 11:30 | Canada   | Japon    | 2 - 11 |

### Finale
La finale du tournoi s'est jouée sur le Terrain 1, devant 6 950 spectateurs.
| Date    | Heure | Recevant  | Visiteur | Score |
| ------- | ----- | --------- | -------- | ----- |
| 25 août | 20:00 | Australie | Cuba     | 2 - 6 |